# Number 10
Number 10 je desáté studiové album amerického hudebníka JJ Calea. Vydala jej v listopadu roku 1992 společnost Silvertone Records. Producentem desky byl sám Cale a kromě jeho manželky Christine Lakeland se na ní podíleli například Tim Drummond a Spooner Oldham.

## Seznam skladeb
1. „Lonesome Train“ – 3:09
2. „Digital Blues“ – 3:33
3. „Feeling in Love“ – 3:20
4. „Artificial Paradise“ – 4:02
5. „Passion“ – 2:25
6. „Take Out Some Insurance“ – 2:37
7. „Jailer“ – 2:50
8. „Low Rider“ – 2:45
9. „Traces“ – 3:25
10. „She's in Love“ – 3:45
11. „Shady Grove"“ – 3:54
12. „Roll On Mama“ – 2:35

## Obsazení
- JJ Cale – zpěv, kytara
- Bill Boatman – housle
- Spooner Oldham – varhany
- Christine Lakeland – syntezátor
- Tim Drummond – baskytara
- Nick Rather – baskytara
- Jimmy Karstein – perkuse